# Proctacanthus nigrofemoratus
Proctacanthus nigrofemoratus là một loài ruồi trong họ Asilidae. Proctacanthus nigrofemoratus được Hine miêu tả năm 1911. Loài này phân bố ở vùng Tân Bắc giới.